# Spiraeanthus schrenkianus
Spiraeanthus schrenkianus – gatunek rośliny z monotypowego rodzaju Spiraeanthus z rodziny różowatych. Występuje na skalistych zboczach w rejonie pustyni Betpak-Tala i Syrdarga Kara-Tau w Kirgistanie, gdzie znany jest jedynie z trzech lokalizacji, poza tym rośnie w górach Karatau w Kazachstanie, gdzie chroniony jest w rezerwacie „Karatau”. Krzew bardzo atrakcyjny w czasie kwitnienia, bardzo odporny na wysokie temperatury i susze, zalecany jest do nasadzeń jako roślina ozdobna i stabilizująca piaszczyste zbocza.

## Morfologia
PokrójGłęboko korzeniący się, gęsty krzew osiągający 2 m wysokości i 3–4 m średnicy.
LiściePierzasto złożone, o listkach naprzeciwległych. Blaszka bardzo wąska – przy długości 2-13 cm osiąga szerokość 0,2-0,5 cm.
KwiatyRóżowe, zebrane w wiechy na końcach pędów.